# ラミの定理
ラミの定理（ラミのていり、英語: Lami's theorem）は、静力学における定理。考案者は、フランスの数学者、神学者ベルナール・ラミ（Bernard Lamy、1640年-1715年）である。

## 定理
1点に作用する3つの力F1 , F2 , F3 が釣り合い状態にあるならば、その大きさと作用線のなす角の間に次式が成り立つ。
{\displaystyle {\frac {F_{1}}{\sin \theta _{1}}}={\frac {F_{2}}{\sin \theta _{2}}}={\frac {F_{3}}{\sin \theta _{3}}}}
ここで、θ1 はF2 とF3 の成す角、θ2 はF3 とF1 の成す角、θ3 はF1 とF2 の成す角である。

## 証明

### 座標系を用いる証明
F1 の向きにx 軸をとると、それぞれの力は次のように表される。
{\displaystyle {\begin{aligned}\mathbf {F} _{1}&=(F_{1},0)\\\mathbf {F} _{2}&=(F_{2}\cos \theta _{3},F_{2}\sin \theta _{3})\\\mathbf {F} _{3}&=(F_{3}\cos \theta _{2},-F_{3}\sin \theta _{2})\\\end{aligned}}}
これらの力が釣り合っているから、その和のy 成分を考えれば
{\displaystyle {\frac {F_{2}}{\sin \theta _{2}}}={\frac {F_{3}}{\sin \theta _{3}}}}
が成り立つ。
F1 /sinθ1 についても、F2 の向きにx 軸を取り直し同様のことを考えればよい。

### 正弦定理を用いる証明
3つのベクトルF1 , F2 , F3 を、三角形ができるよう配置しなおす。この三角形に対し正弦定理を適用すると、
{\displaystyle {\frac {F_{1}}{\sin(\pi -\theta _{1})}}={\frac {F_{2}}{\sin(\pi -\theta _{2})}}={\frac {F_{3}}{\sin(\pi -\theta _{3})}}}
が成り立つ。sin(π-θ) = sinθであることを考えればラミの定理が成り立つ。